# Dike Basket Napoli 2014-2015
Questa voce raccoglie le informazioni riguardanti la Dike Basket Napoli nelle competizioni ufficiali della stagione 2014-2015.

## Verdetti stagionali
Competizioni nazionali
- Serie A1:

stagione regolare: 6º posto su 13 squadre (13-11);
play-off: Semifinale persa contro Ragusa (0-2).

## Stagione
La stagione 2014-2015 della Dike Basket Napoli, sponsorizzata Saces Mapei Coconuda, è la prima che disputa in Serie A1 femminile.

## Rosa
|    | Naz.                                    | Ruolo | Sportivo                | Anno | Alt. |  |       |
| -- | --------------------------------------- | ----- | ----------------------- | ---- | ---- |  | ----- |
| -  | Stati Uniti (bandiera)                  | P     | Ashleigh Fontenette     | 1989 | 172  |  | [ 2 ] |
| 5  | Italia (bandiera)                       | GA    | Martina Fassina         | 1988 | 182  |  |       |
| 6  | Italia (bandiera)                       | AC    | Federica Tognalini      | 1991 | 182  |  | [ 3 ] |
| 7  | Italia (bandiera)                       | G     | Emanuela Pompea Moretti | 1997 | 169  |  |       |
| 9  | Italia (bandiera)                       | GA    | Madalene Mitongu Ntumba | 1981 | 180  |  | [ 4 ] |
| 10 | Portogallo (bandiera)                   | A     | Mery Andrade            | 1975 | 180  |  |       |
| 11 | Danimarca (bandiera)                    | AC    | Grace Gardner           | 1997 | 185  |  |       |
| 13 | Italia (bandiera)                       | C     | Maria Giuseppone        | 1999 | 185  |  |       |
| 14 | Italia (bandiera)                       | G     | Sara Bocchetti          | 1993 | 175  |  |       |
| 15 | Italia (bandiera)                       | C     | Dubravka Dačić          | 1985 | 201  |  |       |
| 16 | Italia (bandiera)                       | P     | Chiara Pastore          | 1986 | 172  |  |       |
| 19 | Italia (bandiera)                       | P     | Maria Visone            | 1997 | 168  |  |       |
| 20 | Stati Uniti (bandiera)                  | C     | Victoria Macaulay       | 1990 | 193  |  |       |
| 24 | Italia (bandiera)                       | P     | Erika Striulli          | 1990 | 170  |  |       |
| 25 | Italia (bandiera)                       | PG    | Francesca Gentile       | 1996 | 168  |  |       |
| 25 | Lituania (bandiera) · Italia (bandiera) | A     | Gabrielė Narvičiūtė     | 1990 | 190  |  | [ 5 ] |